# Ходьба человека
Ходьба́ челове́ка — способ передвижения человека, при котором тело не теряет связи с поверхностью и опирается одной из ног. Представляет собой автоматизированный двигательный акт, осуществляемый в результате сложной скоординированной деятельности скелетных мышц туловища и конечностей. Является наиболее доступным видом физической нагрузки.

## Другие определения

Ходьба с позиции физического маятника

Существуют и другие определения, характеризующие передвижение человека:
- Череда рефлекторно контролируемых падений; ходьбу образно описывают как «управляемое падение». При каждом шаге человек наклоняется вперёд и начинает падение, которому препятствует выдвинутая вперёд нога. После того, как она коснётся земли, на неё переносят вес тела, колено подгибают, амортизируя падение, и выпрямляют, возвращая тело на исходную высоту.[источник не указан 3229 дней]
- Ходьбу рассматривают[кто?] с позиции модели прямого и обратного маятника, рассматривая сегменты конечностей и тело как систему физических маятников.[источник не указан 3229 дней]
- По образному выражению Бернштейна, который объединил биомеханику и нейрофизиологию двигательного аппарата в единую науку физиологию движений, ходьба — это:
  - «…синергии, охватывающие всю мускулатуру и весь двигательный аппарат сверху донизу»[3]
  - «…циклический акт, то есть движение, в котором периодически повторяются вновь и вновь одни и те же фазы»[4]
- Ходьба — это двигательное действие, результат реализации двигательного стереотипа, комплекса безусловных и условных рефлексов[источник не указан 3229 дней]
- Ходьба — это двигательный навык, который представляет собой цепь последовательно закреплённых условно-рефлекторных двигательных действий, которые выполняются автоматически без участия сознания[источник не указан 3229 дней]
- Создатель аэробики Кеннет Купер[англ.] называл ходьбу «разновидностью аэробной нагрузки», «формой оздоровительной тренировки»[источник не указан 3229 дней]

## Виды ходьбы
| Как естественной локомоции: | Как спортивной и оздоровительной локомоции:                                                                                                | Как военно-прикладной локомоции                                                                  |
| --- | --- | ------------------------------------------------------------------------------------------------ |
| - Ходьба нормальная - Патологическая ходьба: - при нарушении подвижности в суставах - при утрате или нарушении функции мышц - при нарушении масс-инерционных характеристик нижней конечности (например, ходьба на протезе голени или бедра) - Ходьба с дополнительной опорой на трость (на 2 трости) | - Ходьба спортивная - Ходьба на лыжах - Ходьба оздоровительная - Терренкур - Ходьба нордическая (Скандинавская ходьба) (с опорой на палки) | Маршировка (организованная ходьба, упражнение в мерном хождении правильными построенными рядами) |

Не следует путать виды ходьбы с видами походки. Ходьба — двигательный акт, разновидность двигательной активности. Походка — особенность ходьбы человека, «манера ходить, поступать».

## Задачи ходьбы
Задачи ходьбы как важной локомоторной функции:
- Безопасное линейное поступательное перемещение тела вперёд (главная задача)
- Удержание вертикального баланса, предотвращение падения при движении
- Сохранение энергии, использование минимального количества энергии за счёт её перераспределения в течение цикла шага
- Обеспечение плавности передвижения (резкие движения могут являться причиной повреждения)
- Адаптация походки для устранения болезненных движений и усилий
- Сохранение походки при внешних возмущающих воздействиях или при изменении плана движений (стабильность ходьбы)
- Устойчивость к возможным биомеханическим нарушениям
- Оптимизация передвижения, прежде всего, повышение эффективности безопасного перемещения центра тяжести с наименьшим расходом энергии

## Параметры ходьбы

Общие параметры ходьбы

Наиболее общими параметрами, характеризующими ходьбу, являются линия перемещения центра масс тела, длина шага, длина двойного шага, угол разворота стопы, база опоры, скорость перемещения и ритмичность.
- База опоры — это расстояние между 2 параллельными линиями, проведёнными через центры опоры пяток перпендикулярно линии перемещения
- Короткий шаг — это расстояние между точкой опоры пятки одной ноги и центром опоры пятки контралатеральной ноги
- Разворот стопы — это угол, образованный линией перемещения и линией, проходящей через середину стопы, через центр опоры пятки и точку между первым и вторым пальцами
- Ритмичность ходьбы — отношение длительности переносной фазы одной ноги к длительности переносной фазы другой ноги
- Скорость ходьбы — число больших шагов в единицу времени, или в километрах в час. Для взрослого — 113 шагов в минуту

## Биомеханика ходьбы
Ходьбу при различных заболеваниях изучает раздел медицины — клиническая биомеханика; ходьбу как средство достижения спортивного результата или повышения уровня физической подготовленности изучает раздел физической культуры — спортивная биомеханика. Ходьбу изучают многие другие науки: компьютерная биомеханика, театральное и балетное искусство, военное дело.
Основой для изучения всех биомеханических наук является биомеханика ходьбы здорового человека в естественных условиях.
Ходьбу рассматривают с позиции единства биомеханических и нейрофизиологических процессов, которые определяют функционирование локомоторной системы человека.
Биомеханическая структура ходьбы включает следующие подструктуры:
- пространственную;
- временную;
- кинематическую;
- динамическую;
- иннервационную.

Пространственная структура ходьбы (длина шага, база шага, угол разворота стопы) определяют в результате проведения ихнометрии, которая позволяет регистрировать в пространстве точки соприкосновения стопы с опорой. На этом основании определяют пространственную структуру ходьбы.
Временная структура ходьбы, обычно основана на анализе результатов подографии, которая позволяет регистрировать моменты контакта различных отделов стопы с опорой. На этом основании определяют временные фазы шага.
Кинематику ходьбы изучают с использованием контактных и бесконтактных датчиков измерения углов в суставах (гониометрия), а также с применением гироскопов — приборов, позволяющих определить угол наклона сегмента тела относительно линии гравитации. Важным методом в исследовании кинематики ходьбы является методика циклографии — метод регистрации координат светящихся точек, расположенных на сегментах тела.
Динамические характеристики ходьбы изучают с применением динамографической (силовой) платформы или тензометрических стелек (динамометрия). При опоре силовую платформу регистрируют вертикальную реакцию опоры, а также горизонтальные её составляющие. Для регистрации давления отдельных участков стопы применяют датчики давления или тензодатчики, вмонтированные в подошву обуви.
Физиологические параметры ходьбы регистрируют при помощи методики электромиографии — регистрации биопотенциалов мышц. Электромиография, сопоставленная с данными методик оценки временной характеристики, кинематики и динамики ходьбы, является основой биомеханического и иннервационного анализа ходьбы.

### Временна́я структура ходьбы

Простая двухконтактная подограмма

Основной метод исследования временно́й структуры — метод подографии. Например, исследование ходьбы с применением самой простой, двухконтактной электроподографии заключается в использовании контактов в подошве специальной обуви, которые замыкаются при опоре на биомеханическую дорожку. На рисунке изображена ходьба в специальной обуви с двумя контактами в области пятки и переднего отдела стопы. Период замыкания контакта регистрируется и анализируется прибором: замыкание заднего контакта — опора на пятку, замыкание заднего и переднего — опора на всю стопу, замыкание переднего контакта — опора на передний отдел стопы. На этом основании строят график длительности каждого контакта для каждой ноги.

Временная структура шага

График самой простой двухконтактной подограммы изображается в виде подограммы правой ноги и подограмма левой ноги. Красным цветом выделена подограмма правой ноги. То есть той ноги, которая в данном случае начинает и заканчивает цикл ходьбы — двойной шаг. Тонкой линией обозначают отсутствие контакта с опорой, затем мы видим время контакта на задний отдел стопы, на всю стопу и на передний отдел. Локомоторный цикл состоит из двух двуопорных и двух переносных фаз. По подограмме определяют интервал опоры на пятку, на всю стопу и на её передний отдел. Временные характеристики шага выражают в секундах и в процентах к продолжительности двойного шага, длительность которого принимают за 100 %.
Все остальные параметры ходьбы (кинематические, динамические и электрофизиологические) привязывают к подограмме — основному методу оценки временной характеристики ходьбы.

### Кинематика ходьбы

Исследование динамики ходьбы

Проводя кинематический анализ ходьбы, прежде всего, определяют перемещение общего центра масс тела и угловые перемещения в крупных суставах нижних конечностей и в суставах стопы.
Кинематический анализ проводят, исследуя эти движения в трёх основных анатомических плоскостях тела: в сагиттальной, горизонтальной и фронтальной плоскостях. Движения сегментов тела соотносят с фазами временной характеристики ходьбы.
Регистрация движений сегментов тела проводится как контактным, так и бесконтактным методом. Исследуют линейные и угловые перемещения, скорость и ускорение.
Основные методы исследования: циклография, гониометрия и оценка движения сегмента тела при помощи гироскопа.
Метод циклографии позволяет регистрировать изменение координат светящихся точек тела в системе координат.
Гониометрия — изменение угла ноги прямым методом с применением угловых датчиков и неконтактным по данным анализа циклограммы.
Кроме того, применяют специальные датчики гироскопы и акселерометры. Гироскоп позволяет регистрировать угол поворота сегмента тела, к которому он прикреплён, вокруг одной из осей вращения, условно названной осью отсчёта. Обычно гироскопы применяют для оценки движения тазового и плечевого пояса, при этом последовательно регистрируют направление движения в трёх анатомических плоскостях — фронтальной, сагиттальной и горизонтальной.
Оценка результатов позволяет определить в любой момент шага угол поворота таза и плечевого пояса в сторону, вперёд или назад, а также поворот вокруг продольной оси. В специальных исследованиях применяют акселерометры для измерения в данном случае тангенциального ускорения голени.
Для исследования ходьбы используют специальную биомеханическую дорожку, покрытую электропроводным слоем.
Важную информацию получают при проведении традиционного в биомеханике циклографического исследования, которое, как известно, основано на регистрации методом видео-, кино-, фотосъёмки координат светящихся маркеров, расположенных на теле испытуемого.

### Динамика ходьбы

Идущий мужчина

Динамика ходьбы не может быть изучена методом прямого измерения силы, которая продуцируется работающими мышцами. До настоящего времени отсутствуют доступные для широкого использования методики измерения момента силы живой мышцы, сухожилия или сустава. Хотя следует отметить, что прямой метод, метод имплантации датчиков силы и давления непосредственно в мышцу или сухожилие применяется в специальных лабораториях. Прямой метод исследования вращающего момента осуществляется также при использовании датчиков в протезах нижних конечностей и в эндопротезах суставов.
Представление о силах, воздействующих на человека при ходьбе, может быть получено или в определении усилия в центре масс всего тела или путём регистрации опорных реакций.
Практически силы мышечной тяги при циклическом движении можно оценить, только решая задачу обратной динамики. То есть, зная скорость и ускорение движущегося сегмента, а также его массу и центр масс, мы можем определить силу, которая вызывает это движение, следуя второму закону Ньютона (сила прямо пропорциональна массе тела и ускорению).
Реальные силы при ходьбе, которые можно измерить — это силы реакции опоры. Сопоставление силы реакции опоры и кинематики шага позволяют оценить величину вращающего момента сустава. Расчет вращающего момента мышцы может быть произведён, исходя из сопоставления кинематических параметров, точки приложения реакции опоры и биоэлектрической активности мышцы.

#### Сила реакции опоры

Сила реакции опоры — сила, действующая на тело со стороны опоры. Эта сила равна и противоположна той силе, которую оказывает тело на опору

Сила реакции опоры — сила, действующая на тело со стороны опоры. Эта сила равна и противоположна той силе, которую оказывает тело на опору. Если при стоянии сила реакции опоры равна весу тела, то при ходьбе к этой силе прибавляются сила инерции и сила, создаваемая мышцами при отталкивании от опоры.
Для исследования силы реакции опоры обычно применяют динамографическую (силовую) платформу, которая вмонтирована в биомеханическую дорожку. При опоре в процессе ходьбы на эту платформу регистрируют возникающие силы — силы реакции опоры. Силовая платформа позволяет регистрировать результирующий вектор силы реакции опоры.
Динамическая характеристика ходьбы оценивается путём исследования опорных реакций, которые отражают взаимодействие сил, принимающих участие в построении локомоторного акта: мышечных, гравитационных и инерционных. Вектор опорной реакции в проекции на основные плоскости разлагается на 3 составляющие: вертикальную, продольную и поперечную. Эти составляющие позволяют судить об усилиях, связанных с вертикальным, продольным и поперечным перемещением общего центра масс.
Сила реакции опоры включает в себя вертикальную составляющую, действующую в направлении вверх-вниз, продольную составляющую, направленную вперёд-назад по оси Y и поперечную составляющую, направленную медиально-латерально по оси X. Это производная от силы мышц, силы гравитации и силы инерции тела.
Вертикальная составляющая вектора опорной реакции

Вертикальная составляющая силы реакции опоры

График вертикальной составляющей опорной реакции при ходьбе в норме имеет вид плавной симметричной двугорбой кривой. Первый максимум кривой соответствует интервалу времени, когда в результате переноса тяжести тела на опорную ногу происходит передний толчок, второй максимум (задний толчок) отражает активное отталкивание ноги от опорной поверхности и вызывает продвижение тела вверх, вперёд и в сторону опорной конечности. Оба максимума расположены выше уровня веса тела и составляют соответственно при медленном темпе примерно 100 % от веса тела, при произвольном темпе — 120 %, при быстром — 150 % и 140 %.
Минимум опорной реакции расположен симметрично между ними ниже линии веса тела. Возникновение минимума обусловлено задним толчком другой ноги и последующим её переносом; при этом появляется сила, направленная вверх, которая вычитается из веса тела. Минимум опорной реакции при разных темпах составляет от веса тела соответственно: при медленном темпе — примерно 100 %, при произвольном темпе 70 %, при быстром — 40 %.
Таким образом, общая тенденция при увеличении темпа ходьбы состоит в росте значений переднего и заднего толчков и снижении минимума вертикальной составляющей опорной реакции.

Продольная составляющая силы реакции опоры

Продольная составляющая вектора опорной реакции
Продольная составляющая вектора опорной реакции — срезывающая сила равная силе трения, которая удерживает стопу от переднезаднего скольжения. На рисунке изображён график зависимости продольной опорной реакции в зависимости от длительности цикла шага при быстром темпе ходьбы (оранжевая кривая), при среднем темпе (пурпурная) и медленном темпе (синяя).
График продольной составляющей опорной реакции имеет также 2, но разнонаправленных максимума, соответствующих переднему и заднему толчкам и минимум равный нулю между ними. Величина этих максимумов при медленном темпе составляет 12 % и 6 %, при произвольном темпе — 16 % и 24 %, при быстром — 21 % и 30 %.
Продольная составляющая характеризуется аналогичной тенденцией увеличения переднего и заднего толчков при повышении темпа ходьбы.
Поперечная составляющая вектора опорной реакции

Поперечная составляющая силы реакции опоры

Поперечная (медиолатеральная) составляющая вектора опорной реакции, так же, как и продольная, порождена силой трения.
График поперечной составляющей опорной реакции по форме напоминает перевернутый график вертикальной составляющей. Кривая также располагает двумя максимумами, приуроченными к фазам переднего и заднего толчков и направленными медиально. Однако в самом начале цикла выявлен ещё один максимум, имеющий противоположное направление. Это короткий период опоры на наружный отдел пятки.
При увеличении темпа ходьбы все максимумы возрастают (красная линия), их значения составляют от веса тела: при медленном темпе — 7 % и 5 %, при произвольном темпе — 9 % и 8 %, при быстром — 13 % и 7 %. Зависимости этих величин от темпа ходьбы показаны на рисунке. Таким образом, чем выше темп ходьбы, тем больше сила и соответственно энергия, которая расходуется на преодоление силы трения.

Точка приложения силы реакции опоры

Реакция опоры — эти силы, приложенные к стопе. Вступая в контакт с поверхностью опоры, стопа испытывает давление со стороны опоры, равное и противоположное тому, которое стопа оказывает на опору. Это и есть реакция опоры стопы. Эти силы неравномерно распределяются по контактной поверхности. Как и все сила такого рода, их можно изобразить в виде результирующего вектора, который имеет величину и точку приложения.
Точка приложения вектора реакции опоры на стопу иначе называется центром давления. Это важно, для того чтобы знать, где находится точка приложения сил, действующих на тело со стороны опоры. При исследовании на силовой платформе эта точка называется точкой приложения силы реакции опоры.

Траектория приложения силы реакции опоры

Траектория силы реакции опоры в процессе ходьбы изображается в виде графика: «зависимость величины силы реакции опоры от времени опорного периода». График представляет собой перемещение вектора реакции опоры под стопой.
Нормальный паттерн, траектория перемещения реакции опоры при нормальной ходьбе представляет собой перемещение от наружного отдела пяти вдоль наружного края стопы в медиальном направлении к точке между первым и вторым пальцем стопы.
Траектория перемещения вариабельна и зависит от темпа и типа ходьбы, от рельефа поверхности опоры, от типа обуви, а именно от высоты каблука и от жёсткости подошвы. Паттерн реакции опоры во многом определяется функциональным состоянием мышц нижней конечности и иннервационной структурой ходьбы.

### Иннервационная структура ходьбы

Графики электрической активности некоторых мышц в течение цикла ходьбы здорового человека. Внизу электрическая активность сопоставлена с подограммой. Сплошным цветом на графиках обозначена работа мышц в уступающем режиме, штриховыми линиями — преодолевающая. Красным цветом выделены мышцы-разгибатели, синим — мышцы-сгибатели. Мышцы работают то в уступающем, то в преодолевающем режиме. Мышцы-разгибатели активны, главным образом, в опорную фазу цикла (их называют мышцы опорной фазы), а мышцы-сгибатели — в переносную фазу (их называют мышцы переносной фазы)

Определение внешних вращающих моментов суставов главным образом, нижней конечности является на сегодня единственным объективным методом оценки внутреннего вращающего момента, который определяется мышечным усилием в различные фазы ходьбы (наряду с другими факторами: эластичность связок, сухожилий, геометрия суставной поверхности). А вот о распределении усилий различных групп мышц, о пространственно-временной характеристике работы мышц судят по данным электромиографического исследования. Эти данные соотносят с временной и силовой характеристикой каждой фазы шага и получают достаточно полное представление о работе основного двигателя человека и об управлении этим процессом.
Многоканальная миография с компьютерной обработкой полученного сигнала является традиционным объективным методом изучения иннервационной и биомеханической структуры ходьбы.
В ходьбе участвуют многие мышцы и группы мышц, однако для ходьбы наиболее значимыми мышцами являются мышцы разгибатели (трёхглавая мышца голени, четырёхглавая мышца бедра, большая и средняя ягодичная), и мышцы-сгибатели (подколенные сгибатели: полуперепончатая и полуперепончатая и бицепс бедра и передняя большеберцовая мышца).
Работа мышц-разгибателей является основным силовым источником для перемещения общего центра масс. Активность мышц разгибателей обусловлена также необходимостью притормаживания движения сегментов в фазу переноса. Сокращение мышц сгибателей направлено на коррекцию положения или движения конечности в переносную фазу. При обычных условиях ходьбы корригирующая функция мышц минимальна.
Прямая мышца в составе четырёхглавой бедра обеспечивает амортизацию переднего толчка и последующее разгибание в коленном суставе в фазу опоры. Большая ягодичная мышца обеспечивает разгибание бедра в фазу опоры. Икроножная мышца — отталкивание от опорной поверхности и вертикальное перемещение общего центра масс.
Подколенные сгибатели — регуляция скорости движения в коленном суставе. Передняя большеберцовая — коррекцию положения стопы.
Чередование различных режимов деятельности мышц заключает в себе определённый биомеханический смысл: во время уступающей работы увеличивается напряжение мышцы и её рефлекторная активация, кинетическая энергия переходит в потенциальную энергию упругой деформации мышц. При этом эффективность уступающей (отрицательной) работы мышц превышает в 2—9 раз эффективность их преодолевающей (положительной) работы.
Во время преодолевающего режима мышца производит механическую работу, при этом потенциальная энергия упругой деформации мышц превращается в кинетическую энергию всего тела или его отдельных частей.
На первый взгляд, преодолевающий режим работы мышц обусловливает возникновение и ускорение движений, а уступающий режим — их замедление или прекращение.
На самом деле уступающий режим деятельности мышц имеет более глубокое содержание. «Когда тело человека при ходьбе уже приобрело известную скорость, торможение движений отдельного звена приводит к перераспределению кинетического момента и, следовательно, к ускорению движений смежного звена. Благодаря многозвенной структуре двигательного аппарата такой опосредованный способ управления движениями нередко оказывается энергетически более выгодным, чем прямой, ибо позволяет лучше утилизировать ранее накопленную кинетическую энергию».

## Основные биомеханические фазы
Анализ кинематики, опорных реакций и работы мышц различных частей тела убедительно показывает, что в течение цикла ходьбы происходит закономерная смена биомеханических событий.
«Ходьба здоровых людей, несмотря на ряд индивидуальных особенностей, имеет типичную и устойчивую биомеханическую и иннервационную структуру, то есть определённую пространственно-временную характеристику движений и работы мышц».

Полный цикл ходьбы — период двойного шага — слагается для каждой ноги из фазы опоры и фазы переноса конечности

При ходьбе человек последовательно опирается то на одну, то на другую ногу. Эта нога называется «опорной». Контралатеральная нога в этот момент выносится вперед (это «переносная» нога). Период переноса ноги называется «фаза переноса». Полный цикл ходьбы — период двойного шага — слагается для каждой ноги из фазы опоры и фазы переноса конечности. В опорный период активное мышечное усилие конечностей создаёт динамические толчки, сообщающие центру тяжести тела ускорение, необходимое для поступательного движения. При ходьбе в среднем темпе фаза опоры длится примерно 60 % от цикла двойного шага, фаза переноса — примерно 40 %.
Началом двойного шага принято считать момент контакта пятки с опорой. В норме приземление пятки осуществляется на её наружный отдел. С этого момента эта (правая) нога считается опорной. Иначе эту фазу ходьбы называют передний толчок — результат взаимодействия силы тяжести движущегося человека с опорой. На плоскости опоры при этом возникает опорная реакция, вертикальная составляющая которой превышает массу тела человека. Тазобедренный сустав находится в положении сгибания, нога выпрямлена в коленном суставе, стопа в положении лёгкого тыльного сгибания.
Следующая фаза ходьбы — опора на всю стопу. Вес тела распределяется на передний и задний отдел опорной стопы. Другая, в данном случае — левая нога, сохраняет контакт с опорой. Тазобедренный сустав сохраняет положение сгибания, колено подгибается, смягчая силу инерции тела, стопа принимает среднее положение между тыльным и подошвенным сгибанием. Затем голень наклоняется вперёд, колено полностью разгибается, центр масс тела продвигается вперёд. В этот период шага перемещение центра масс тела происходит без активного участия мышц, за счёт силы инерции.
Опора на передний отдел стопы. Примерно через 65 % времени двойного шага, в конце интервала опоры, происходит отталкивание тела вперёд и вверх за счёт активного подошвенного сгибания стопы — реализуется задний толчок. Центр масс перемещается вперёд в результате активного сокращения мышц.
Следующая стадия — фаза переноса характеризуется отрывом ноги и перемещением центра масс под влиянием силы инерции. В середине этой фазы все крупные суставы ноги находятся в положении максимального сгибания. Цикл ходьбы завершается моментом контакта пятки с опорой.
В циклической последовательности ходьбы выделяют моменты, когда с опорой соприкасаются только одна нога («одноопорный период») и обе ноги, когда вынесенная вперёд конечность уже коснулась опоры, а расположенная сзади ещё не оторвалась («двуопорная фаза»). С увеличением темпа ходьбы «двуопорные периоды» укорачиваются и совсем исчезают при переходе в бег. Таким образом, по кинематическим параметрам, ходьба от бега отличается наличием двуопорной фазы.

## Эффективность ходьбы
Основной механизм, определяющий эффективность ходьбы — это перемещение общего центра масс.

Перемещение ОЦМ. Трансформация кинетической (T_{k}) и потенциальной (E_{p}) энергии

Перемещение общего центра масс (ОЦМ) представляет собой типичный синусоидальный процесс с частотой, соответствующей двойному шагу в медиолатеральном направлении, и с удвоенной частотой в передне-заднем и вертикальном направлении. Перемещение центра масс определяют традиционным циклографическим методом, обозначив общий центр масс на теле испытуемого светящимися точками.
Однако можно поступить проще, математическим способом, зная вертикальную составляющую силы реакции опоры. Из законов динамики ускорение вертикального перемещения равно отношению силы реакции опоры к массе тела, скорость вертикального перемещения равна отношению произведения ускорения на интервал времени, а само перемещение — произведению скорости на время. Зная эти параметры, можно легко рассчитать кинетическую и потенциальную энергию каждой фазы шага.
Кривые потенциальной и кинетической энергии представляют собой как бы зеркальное отражение друг друга и имеют фазовый сдвиг примерно в 180°.
Известно, что маятник имеет максимум потенциальной энергии в высшей точке и превращает её в кинетическую, отклоняясь вниз. При этом некоторая часть энергии расходуется на трение. Во время ходьбы, уже в самом начале периода опоры, как только ОЦМ начинает подниматься, кинетическая энергия нашего движения превращается в потенциальную и наоборот переходит в кинетическую, когда ОЦМ опускается. Таким образом сохраняется около 65 % энергии. Мышцы должны постоянно компенсировать потерю энергии, которая составляет около 35 процентов. Мышцы включаются для перемещения центра масс из нижнего положения в верхнее, восполняя утраченную энергию.
Эффективность ходьбы связана с минимизацией вертикального перемещения общего центра масс. Однако увеличение энергетики ходьбы неразрывно связано с увеличением амплитуды вертикальных перемещений, то есть при увеличении скорости ходьбы и длины шага неизбежно увеличивается вертикальная составляющая перемещения центра масс.
На протяжении опорной фазы шага наблюдаются постоянные компенсирующие движения, которые минимизируют вертикальные перемещения и обеспечивают плавность ходьбы.
К таким движениям относят:
- поворот таза относительно опорной ноги;
- наклон таза в сторону неопорной конечности;
- подгибание колена опорной ноги при подъёме ОЦМ;
- разгибание при опускании ОЦМ.

## Интересные факты
- Характеристика ходьбы здоровых людей в разном темпе[11]:

| Параметры                             | Медленный темп | Замедленный темп | Произвольный темп | Ускоренный темп | Быстрый темп |
| ------------------------------------- | -------------- | ---------------- | ----------------- | --------------- | ------------ |
| Средняя скорость, м/с / км/ч          | 0,61 / 2,196   | 0,91 / 3,276     | 1,43 / 5,288      | 1,90 / 6,840    | 2,28 / 8,208 |
| Темп, шаг/мин                         | 67,8           | 84,5             | 109,1             | 125,0           | 137,9        |
| Длина шага, м                         | 0,51           | 0,6              | 0,74              | 0,84            | 0,88         |
| Отношение темпа к длине шага, (м⋅с)−1 | 2,22           | 2,35             | 2,46              | 2,48            | 2,61         |

- При произвольном темпе ходьбы активность мышц — минимальна. Этот феномен объясняется совпадением частоты действия вынуждающих мышечных сил к собственной частоте колебаний нижней конечности.[12]
- Оптимальный темп ходьбы запрограммирован частотными характеристиками тела человека, то есть геометрией нижней конечности и упругостью связочно-мышечного аппарата. Он приблизительно равен резонансной частоте нижней конечности.
- При ходьбе устойчивость тела увеличивается в несколько раз по сравнению с устойчивостью при стоянии. Этот биомеханический феномен до настоящего времени не изучен. Существует гипотеза, которая объясняет устойчивость тела при ходьбе колебательными движениями центра голеностопного сустава. Тело человека представляется с позиции перевернутого маятника с центром в области голеностопных суставов, который приобретает устойчивость в вертикальном положении, если его центр совершает колебание вверх-вниз с достаточно высокой частотой (маятник Капицы).
- Победитель Кубка мира в спортивной ходьбе в 1983 году прошел 20 км со средней скоростью 15,9 км/ч.[13]
- Локомоции детей в возрасте до 6 лет неустойчивы, что связано с несформированным двигательным стереотипом. По словам Н. Бернштейна это и не ходьба и не бег, а нечто ещё не определившееся.[14]
- Спортивный врач Кеннет Купер считал, что для достижения удовлетворительной тренированности нужно проходить расстояние не менее 6,5 км в ускоренном темпе.[15]
- Рецепт здоровья от Николая Михайловича Амосова: «Ходить нужно только быстро, всегда быстро, чтобы пульс учащался хотя бы до 100, покрывая расстояние 4—5 км»[16]
- Риск развития постменопаузального остеопороза существенно ниже, если женщина проходит более 12 километров в неделю.
- Способностью передвигаться на прямых ногах (карабкаться на вытянутых конечностях[17]) по узким древесных опорам обладал родственный дриопитекам Danuvius guggenmosi, живший 11,62 млн лет назад[18].